# Penfluridol
Wikipédia ne donne pas d'avis médical : seul un professionnel (médecin, pharmacien, etc.) est habilité à le faire.
Le penfluridol est un antipsychotique de première génération commercialisé sous le nom de Semap.
Il est utilisé dans le traitement des états psychotiques chroniques, surtout dans la schizophrénie.Le penfluridol a une durée d'action de sept jours en moyenne (entre 5 et 10 jours), il est donc administré de manière hebdomadaire.